# جاي فريدمان
جاي فريدمان (بالإنجليزية: Jay Friedman)‏ هو عازف مترددة ‏ أمريكي، ولد في 11 أبريل 1939 في شيكاغو في الولايات المتحدة.

## وصلات خارجية
- جاي فريدمان على موقع ميوزك برينز (الإنجليزية)